# 육군비전 2050
육군비전 2050(영어: Army vision 2050)은 20~30년 후 미래의 개념 육군의 모습으로, 장래의 실현 가능성보다는 육군 구성원들의 희망과 낙관적 상상력에 바탕을 둔 담론적·탐색적 수준의 개념서이다.
- 5년 후 중간군(Midterm Army) - 중기계획
- 10년 후 미래군(Future Army) - 육군기본정책서
- 30년 후 개념군(Conceptual Army) - 육군비전 2050
위 3가지 개념 육군 중 마지막인 30년 후 개념군에 속하는 개념서로 미래의 과학기술 혁명 및 미래의 국제 질서 및 사회·자연환경의 변화와 미래 전쟁의 양상 등 미래 모습의 전 분야를 전망하였을 때 기대되는 미래 육군의 양상이다.

## 육군비전 2050의 배경
제4차 산업혁명 기술의 총아인 인공지능(AI), 로봇, 뇌 과학 등은 머지않은 미래에 지능화 사회의 탄생을 예고하고 있으며, 이는 인류의 생활양식, 가치관, 문화 등을 완전히 다른 양상으로 변화시킬 것이다.
세계 질서는 한반도에 대한 주변국의 개입과 인접 국가들 간의 이해관계 충돌이 증대될 것이다. 과학기술 분야는 AI, 로봇, 뇌과학 등 4차 산업혁명의 기술들이 더욱 발전하여 사회가 초연결, 초지능 사회로 진입하며 기술적 특이점을 맞이하여 전장은 다영역으로 확대되고 유무인 복합전의 형태로 전개될 것이다. 이러한 미래의 첨단 기술 혁신에 성공한 나라와 그렇지 못한 나라 간의 군사력의 격차는 과거 그 어느 때보다도 심화될 것이다. 또한 시간이 갈 수록 비국가 행위자들에 의한 테러 및 사이버 침해 등의 위협이 증가할 것이다. 사회는 초저출산, 초고령화가 지속되어 생산가능 인구와 병역 자원이 부족해질 것이다. 따라서 미래의 육군은 국민과 영토를 직접 보호하는 국가방위의 중심군으로서 제4차 산업기술을 적극적으로 받아들여 시대 변혁을 선도하고 장차 어떠한 대내·외적 위협으로부터도 국가와 국민을 보호할 수 있도록 만반의 준비가 되어야 하며 이를 위해 2050년 미래 육군의 가장 바람직한 모습을 그린 개념서인 육군비전 2050이 등장하였다.

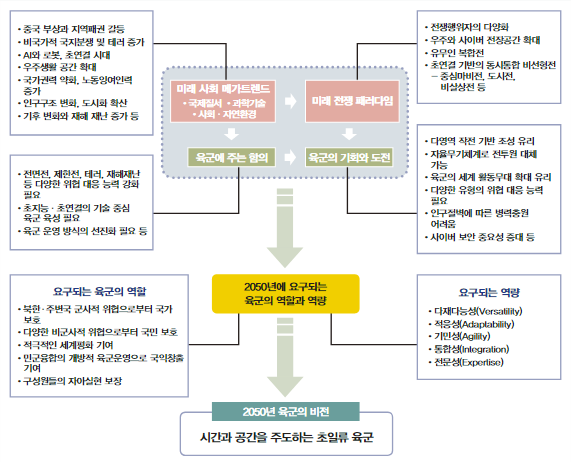
육군비전 2050의 도출 과정

## 육군비전 2050의 설명 및 구상도
육군비전 2050은 낙관적 상상력과 희망에 기반을 둔 혁신 아이디어로 미래의 불확실성을 최소화한 육군비전 2030에 비해 미래의 불확실성을 인정한 개념서이다. 아무리 작은 전장에서의 승리조차도 승리 그 자체는 오직 육군에 의한 지상 작전을 통해서만 보장받을 수 있다. 이는 전쟁은 궁극적인 대상인 국민과 국가 핵심시설들이 모두 지상에 기반을 두고 있기 때문이다. 육군이 비록 현대전에서 해·공군에 비해 그 역할이 줄어들기는 했지만, 육군만이 전쟁의 최종 목적을 달성할 수 있는 것이다. 훗날 육군은 미래 국제정치의 장에서 국가 이익을 보호할 수 있는 가장 결정적인 수단이며 모든 형태의 위협으로부터 국가의 핵심 가치를 보호할 수 있는 능력을 갖춰야 한다. 육군이 미래로 나아가기 위한 개념서가 곧 육군비전 2050이다.
| 구분        | 육군비전 2050 |
| ----------- | --- |
| 대상 시기   | 향후 20~30년 * 향후 20년 이후 기술적 특이점이 도래한 시대의 미래 기술발전과 사회 변화 등을 전망                    |
| 내용의 성격 | 미래의 낙관적 상상력과 희망에 기초한 이상적인 혁신 아이디어 (미래의 불확실성 인정)                                 |
| 구체화 정도 | 담론적 , 개념적 |
| 활용 목적   | • 육군기본정책서, 지상작전 기본개념서 등 작성의 지향점 역할 • 육군 장기미래 연구과제 도출 • 미래소요 창출의 출발점 |
| 문서 성격   | 기획문서(부록) |

## 육군비전 2050에 쓰이는 기술

### 초연결네트워크기반의 지능형 무기체계
2050년 육군이 추구하는 신개념 무기체계의 주요 특징은
1. 대부분의 무기체계가 인공지능 기반으로 초연결되어 전장 플랫폼 안에서 상호작용한다.
2. 개별 전투원은 미래 과학기술이 집약된 개별 전투 플랫폼으로, 인간의 신체적 능력의 한계를 넘어서는 트랜스 슈퍼 솔져로 증강된다.
3. 모든 신개념 무기는 자체 센서에 의해 스스로 판단하고 자율적·능동적으로 적절한 조치를 취할 수 있다.
4. 작전지원체계는 추가적인 지원 소요를 최소화함으로써 단독 및 지속적인 작전임무 수행이 가능하다.

위 4가지 특징으로 정리할 수 있다. 이러한 신개념 무기체계는 미래의 전장을 지배하는 게임체인저가 될 것이다. 재래식 무기체계를 완전히 대체하는 것은 불가능하지만 진보한 과학기술을 바탕으로 재래식 무기체계 또한 성능이 개량되고 발전하며 신개념 무기체계와 재래식 무기체계를 상호보완하며 이들이 결합된 형태의 무기체계가 운용될 것이다.

### 무기체계의 기술발전 추이(2050 미래 육군의 게임체인저)

#### 슈퍼솔져
- 뇌-컴퓨터 인터페이스(Brain-Computer Interface)

뇌-컴퓨터 인터페이스는 옆의 그림에서 볼 수 있듯이 인간의 두뇌와 컴퓨터를 직접 연결해 뇌파를 통해 컴퓨터를 제어하는 인터페이스 기술을 총칭하며, 마인드 컨트롤로 작동되는 인간과 컴퓨터의 궁극적인 인터페이스라고 할 수 있다. 뇌-컴퓨터인터페이스기술은 넓게는 HCI(Human Computer Interface) 기술에 속하며, 뇌파를 통해 휠체어나 로봇과 같은 기계를 조작할 수도 있기 때문에, BMI(Brain Machine Interface)라고 불리기도 한다. 뇌전도센서기술을 이용해 전신마비환자의 뇌 활동을 관찰하여 메시지 작성이나 휠체어 조작 등을 수행한다.
육군비전 2050의 측면에서 보아 뇌-컴퓨터 인터페이스가 도입되면 뇌파를 이용하여 인지능력을 향상시킬 수 있고, 생체로봇 및 군집드론과 같은 기술을 뇌파를 통해 쉽게 조작할 수 있기 때문에 작전수행능력의 비약적인 도발이 있을 것이다.
- 생체능력, 신체능력 증강기술

생체능력 및 신체능력 증강기술이란 기술력으로 사람의 능력을 확장하여, 사람이 혼자서는 실현할 수 없는 일을 할 수 있게 만드는 접근방식이다. 첫째로 신체능력을 증강시키는 증강능력을 갖춘 증강인간이 있을 수 있다. 증강 인간은 일반적인 신체 능력의 강화와는 달리, 외부기기 등을 활용하여 곧바로 능력을 장착하여 확장하는 행위를 가리킨다. 알기 쉬운 것으로는 신체 기능의 확장이 있다. 파워드 슈트를 착용하고, 한 사람의 힘으로는 들어 올릴 수 없는 물건을 혼자서 들어 올리거나 경이로운 도약력을 발휘할 수 있다. 둘째로 인간의 인지능력을 강화시킨 증강인간이 있을 수 있다. AR 고글을 사용하여 현실 공간에 건설할 예정인 건물을 표시하거나 의사가 환자의 환부를 정확하게 파악하는 등의 시책이 바로 ‘인지 능력 강화’이다.
육군비전 2050의 측면에서 보아 미래군은 사람의 물리력으로 불가능해보이는 작전을 해내며 다양한 영역의 작전을 해낼 수 있을 것이다.

#### 전투로봇
- 휴머노이드 로봇

휴머노이드 로봇은 인간의 형태를 모습으로 한 로봇을 의미한다. 형태뿐만 아니라, 인간과 같은 인식기능, 운동기능을 구현하기 위해서는, 로봇기술의 총체적 발전이 궁극을 이루어야 하기 때문에 가장 고난도의 지능형 로봇이다. 사고 능력을 가진 휴머노이드 로봇은 학습이 가능하며, 병렬 계산을 통해 일반적인 사고를 인간보다 더 빨리 처리할 수 있다. 현재 이족보행을 위주로 연구되고 있으나, 상반신을 이용한 균형잡기, 굴곡이 있는 바닥을 감지하여 안정된 보행 기능 등이 좀 더 보강될 것이며, 가사노동 등 인간의 다양한 작업을 수행하는 동작제어에 관한 연구로 발전할 것이다.
육군비전 2050의 측면에서 휴머노이드 로봇은 인구절벽의 한계에 부딪힌 육군의 병력증강에 더욱 힘이 될 것이며, 인간의 특성에 기반한 불확실성을 제거하여 작전 성공률 및 수행도를 더욱 높여 미래 전장에서 큰 도움이 될 기술로 전망된다.
- 생체모방형 로봇

생체 모방 로봇은 생명체에서 영감을 얻어 새로운 로봇분야를 개척하고 기존의 로봇으로는 하기 힘들었던 한계점들을 극복하는데 목적이 있다. 이러한 생체 모방 로봇은 간단한 생물체의 형태 혹은 메커니즘의 모방으로부터 시작되어 바퀴가 갈 수 없었던 험지, 혹은 하수구, 좁은 통로에서 사용될 수 있는 로봇들을 개발하는 데 초점이 맞추어져 있었다. 이러한 로봇들의 예로써는 크게 이족 보행, 4족 보행, 다족 보행 로봇 등 생물체의 이동 메커니즘을 모방한 로봇들이 있다.
육군비전 2050의 관점 하에 생체모방형 로봇을 사용하면 적의 감시 및 정밀센서에 발각되지 않은 채 적진에 침투할 수 있을 것이고, 이를 통해 적의 정보를 탈취하기 용이해질 것이다. 앞으로 정보전이 굉장히 중요해질 전망인 가운데 생체모방형 로봇은 미래 전장을 선도해나갈 중요한 기술이 될 것이다.
- 군집드론

군집 드론은 단순히 다수의 드론을 운용하는 것이 아닌 상호 네트워크로 연결되고 동기화하여 무리를 형성함으로써 각각의 드론들의 행동을 일일이 명령하지 않고도 각각 미리 정의된 알고리즘에 따라 행동하는 시스템을 일컫는다. 기존에는 알고리즘 구성의 어려움과 통신, 하드웨어 구축의 문제로 실제 비행에 적용하는 움직임은 드물었다. 하지만 최근 4차 산업 기술의 발달로 인공지능과 통신 그리고 소형 컴퓨터 기술의 발달이 이루어졌다. 이러한 발달은 기존의 한계점이었던 군집 알고리즘 계산과 하드웨어 구성의 문제를 해결할 수 있게 되었고 이에 따라 군집 드론 기술에 관한 많은 연구가 진행되고 있다.
육군비전 2050의 관점으로 보아 군집드론을 이용하면 하나의 드론을 운용하는 것보다 작전적 능력이 월등히 뛰어나 자체 작전 수행 능력 및 네트워크 중심전과 연계한 작전 등 기존에는 불가능했던 작전수행이 가능해질 것이다.

#### 에너지 무기
- 레이저 무기

레이저 무기는 레이저를 기반으로 하는 지향성 에너지 무기이다. 현재까지 레이저를 포함한 지향성 에너지 무기는 아직 실험 단계에 있으며 차후 과학기술이 더욱 발전하면 실용적인 고성능 군사 무기로 배치될 수 있을 것이다. 
| 출력      | 20Kw                           | 30Kw                       | 100Kw                      |
| --------- | ------------------------------ | -------------------------- | -------------------------- |
| 운용 목적 | 쿼드드론 및 고정익 무인기 요격 | 대공용 레이저 무기(블록 2) | 대공용 레이저 무기(블록 3) |
| 사거리    | 5~10km                         | 10~20km                    | 20km이상                   |

- 레일건미 해군 레일건 시험 발사 장면

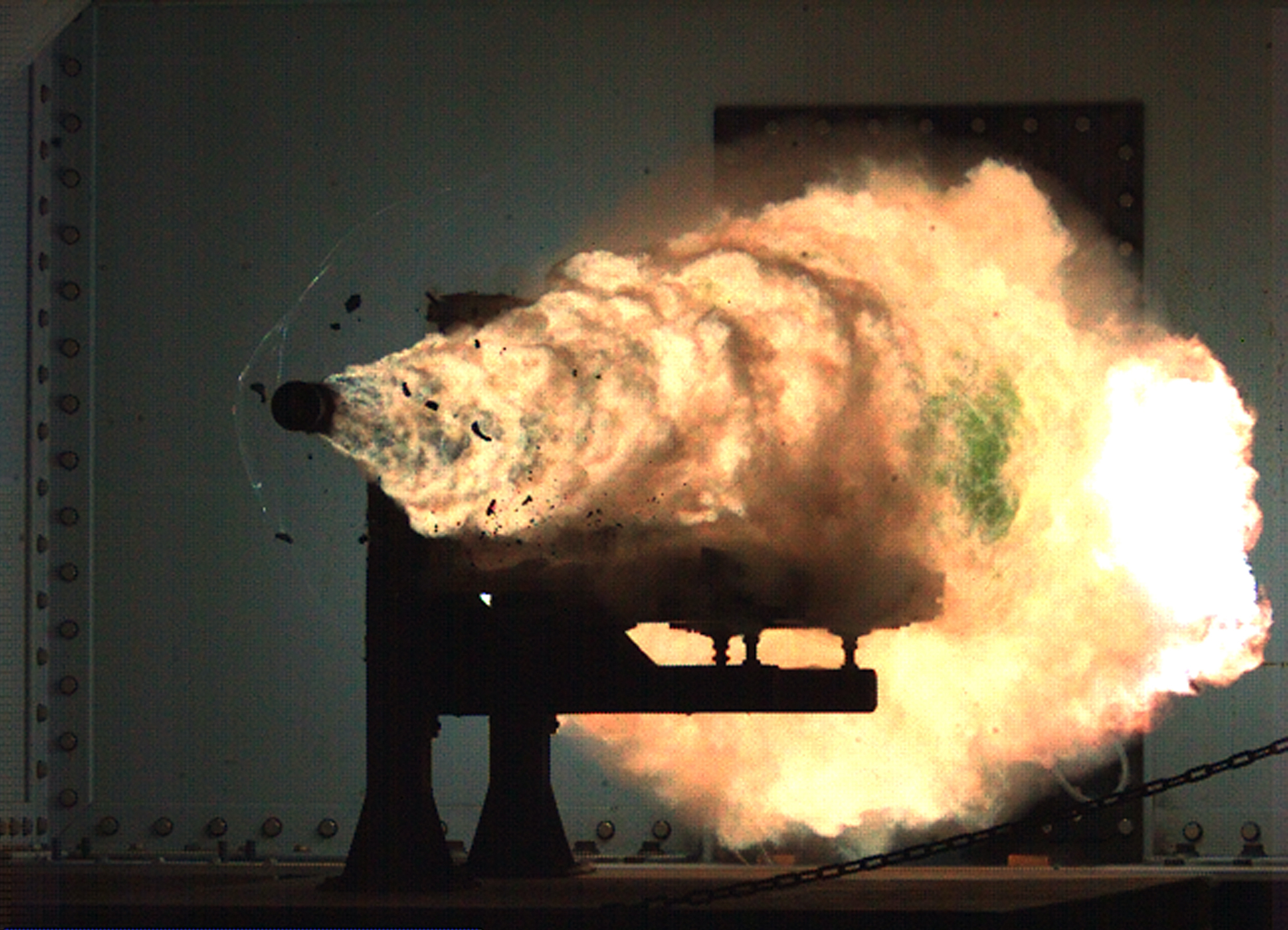
미 해군 레일건 시험 발사 장면

전자기 유도를 이용하여 물체를 가속하여 발사하는 방식의 무기체계로 화약을 사용하지 않고 2개 레일 사이의 전자력을 이용해 탄환(발사체)을 음속보다 7배 빠르게 발사할 수 있어 꿈의 무기로 불린다. 우리나라는 현재 2020년대 중반까지 레일건 기술 개발을 끝내기 위해 노력 중이며 현재 ADD(국방과학연구소)의 실험 영상을 보면 음속의 몇 배 속도로 탄을 쏘는데 성공했고 구경을 늘리기 위해 연구 중이다. 
육군비전 2050의 관점으로 보아 재래식 무기체계보다 적은 자원을 들여 효과적인 결과를 도출할 수 있다는 점에서 주목할만하며 추후 적의 핵심 부대시설 및 지휘체계를 마비시키는데 탁월하게 사용될 것으로 보인다.

#### 극초음속 무기
- 극초음속 순항미사일

스크램제트 엔진을 이용해서 지속적인 고속 비행이 가능하다. 특히 탄도미사일 기반의 극초음속 활공체가 발사 초기에는 상대방의 탐지가 가능해 대응의 기회를 허용하는 반면, 극초음속 순항미사일은 상대적으로 활공체에 비해 저고도 비행이 가능하므로 적이 대응할 기회를 최소화하는 기습 효과를 강화할 수 있다. 또한 활공체와는 달리 종말 단계까지 계속 가속할 수 있어 복잡한 기동에 보다 유리하다. 이런 특징으로 인해 극초음속 활공체에 비해 기술적 난이도가 높다. 
육군비전 2050의 측면에서 보아 활공체에 반응할 수 있는 대공무기체계에 대해 극초음속 순항미사일을 사용하여 마비전 수행능력을 더욱 극대화시킬 수 있을 것으로 전망된다.

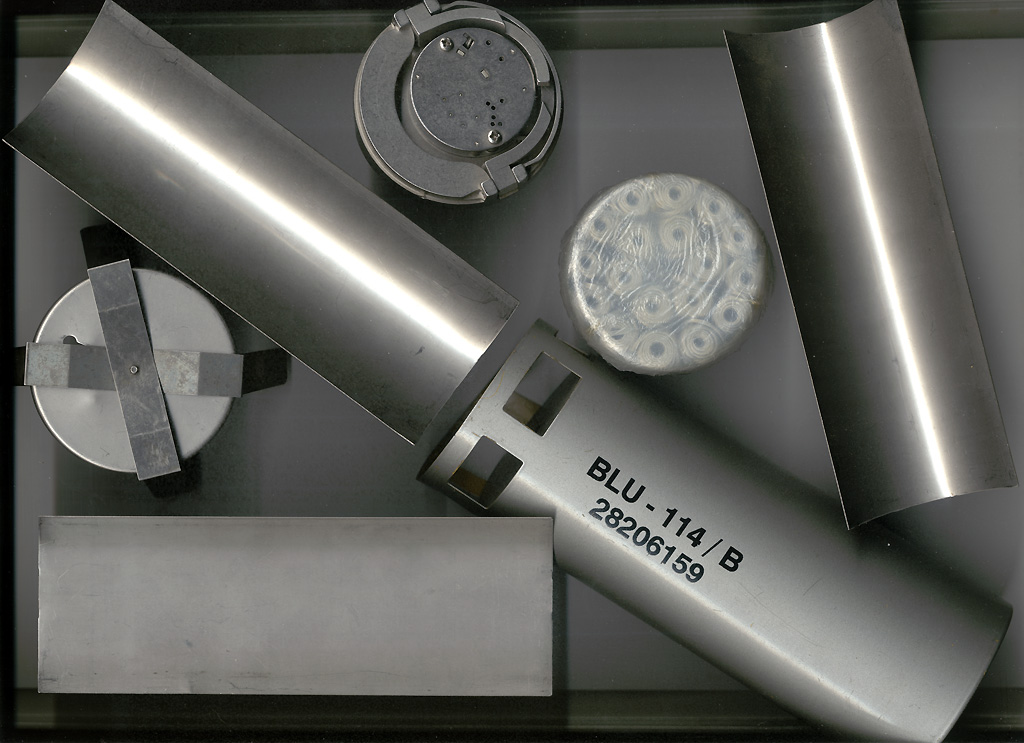
탄소섬유탄(BLU-114)

- 극초음속 활공체

탄도미사일에 글라이더 형태의 활공체를 탄두에 탑재해서 발사하는 방식이다. 곡선을 그리면서 지구의 중력을 이용해서 낙하하는 방식인데, 충분히 속력을 얻은 종말 단계에서 포물선으로부터 궤도를 바꾸어 글라이더처럼 수평 비행으로 활공한다. 보통 적이 국경지대나 해안가에 배치한 종말단계 탄도미사일 요격 체계를 회피하는 용도로 사용한다. 현재 개발되는 극초음속 미사일의 대부분이 이 방식을 채택하며, 극초음속 순항미사일에 비해 기술적인 난이도가 상대적으로 낮아 대부분 2020년대 중으로 개발, 배치될 전망이다. 
육군비전 2050의 측면으로 보아 발전하는 다양한 대공무기체계에 대해 회피하며 정확한 목표를 타격하는 마비전에 유용하게 사용될 것으로 전망된다.

#### 비살상무기(비살상 무기체계(Soft-Kill))
엘빈 토플러가 제시한 제 3물결에 의한 전쟁양상의 변화에 의해 전쟁양상이 소모전 및 섬멸전에서 마비전으로 바뀜에 따라 비교적 목표 대상을 죽이거나 파괴하지 않고 제압할 수 있는 무기인 비살상무기의 사용이 빈번해지고 있다. 비살상무기는 대부분 살상력이 적은 방법으로 목표를 공격하도록 설계되어 있으며, 목표에 손상을 입히기 보다는 상대방의 감각 정보를 차단, 움직임을 제한, 저항 의지를 낮추거나 행동 불능 상태로 만드는 데에 목적이 있다. 현존하는 비살상무기의 예로는 적의 작전수행에 필요한 전력공급망을 무력화 할 수 있는 공대지무장 체계인 탄소섬유탄(Graphite Bomb), 전자기 펄스(EMP), 전자레인지와 비슷한 원리로 극초단파를 발사하여 해당 지역의 물 분자를 진동시켜 온도를 높여 잠재적 적을 최소한의 부상으로 제압하는 능동 해산 시스템(Active Denial System, ADS), 섬광탄(flash bang)등이 있다.

#### 무인 자율 이동체
- 드론봇(드론)

육군에서는 무인항공기(UAV), 무인이동체, 멀티콥터형 등을 총칭하여 '드론'이라는 용어로 통일한다. 드론봇 전투체계는 드론봇 중심의 무인전투체계로 드론(Drone)과 로봇(Robot)의 합성어로 아래 3가지 특징을 지니고 있다.
1. 적의 핵심표적 감시 및 필요 시 드론을 활용하여 적을 타격함으로써 전구작전목표 달성에 기여한다.
2. 전장에서 전투원의 능력을 보완하거나, 역할을 대체함으로써 전투의 효과성과 효율성을 증대시키고, 아 전투피해를 최소화한다.[12]

#### 초연결 네트워크
- AI 기반의 지능형 지휘결심체계

지능형 전장인식 서비스는 전장의 다양한 정보와 전술 데이터를 실시간으로 수집해 전장 지식 베이스를 구축하고, 머신러닝∙딥러닝 등을 적용한 AI학습모델을 통해 이러한 전장상황 데이터에 대한 다중 분석 결과를 지휘관에게 제공한다. 지휘관은 AI참모가 제공해주는 통계와 확률 기반의 정보분석을 토대로 보다 신속하고 정확하게 전장 상황을 인식하고 작전 지휘를 결심할 수 있게 된다. 
육군비전 2050의 관점으로 봤을 때 지능형 전장인식 서비스가 상용화되면 이를 바탕으로 지휘결심 전 과정에 인공지능을 적용해 지휘관에게 적합한 작전 및 방책까지 분석 및 제안하고, 부대규모, 지휘자의 계급, 작전유형 등에 따른 맞춤 전략을 제공하는 지능형 지휘결심지원체계가 완성될 수 있을 것이다.

#### 에너지 공급체계
- 우주 태양력 발전

우주 태양력 발전이란 우주 공간에서 태양력 발전을 축척 후 그 전력을 지상에 보내는 발전 방법이다. 일반적으로 알려진 "마이크로파 발전"의 일종이며, 전송 수단으로 마이크로파를 응용한 것의 총칭이다. 우주 태양력 발전 중 한 요소인 우주 태양광 발전은 기본적으로 3가지 요소로 구성되어있다.
- 우주의 태양열을 모으는 수단 - 전력을 지구로 전달하는 수단  - 지구에서 전력을 받는 수단 -
현재 두 가지 기본적인 전환 방법으로 태양광발전과 태양열발전이 연구되고 있다.
- 태양광 발전은 반도체 셀을 이용하여 직접 광자를 전력으로 전환시킨다. 거의 대부분의 연구는 흔히 태양광 전지로 알려진 태양광발전에 집중한다. 
- 태양열 발전은 빛을 온수탱크에 모으기 위해 거울을 사용한다. 태양열발전을 사용하면 와트 당 질량을 줄일 수 있다. 
무선 전력 전송은 일찍이 마이크로파나 다양한 주파수의 레이저를 사용하여 지구표면으로부터 에너지를 전송하는 수단으로 제안되었다.
- 무선 전력전송

무선 전력 전송은 선이 없는 전기 에너지의 전송을 말한다. 무선 전력 전송은 시간에 따라 변하는 유동적인 자기장, 전기장을 사용한다. 무선 전송은 유선 상호 연결이 불편하거나 위험하거나 불가능한 상황에서 전기 장치로의 전원을 공급하는데 유용하다. 
- 에너지 하베스팅

에너지 하베스팅이란 태양광 발전처럼 개별 장치들이 태양광, 진동, 열, 바람 등과 같이 자연적인 에너지원으로부터 발생하는 에너지를 모아서 유용한 전기에너지로 바꾸어 사용할 수 있도록 하는 기술을 말한다.
에너지를 얻기 위해 사용되는 방법에는 태양광발전, 압전발전, 전자기발전, 열전발전 등이 있다. 이들은 각각 광전효과, 압전효과, 유도현상, 열전효과를 이용하여 전기를 생산하게 된다. 
육군비전 2050에서는 열전효과를 이용한 에너지 하베스팅이 주를 이룰 것으로 보인다. 열전효과를 이용하면 우리 몸의 체온을 이용하여 전기를 생산하는 것도 가능하다. 피부에 부착된 부분과 공기 부분의 온도차를 이용하여 전기를 발전시킬 수 있어 편리하게 신체에 전기를 필요로 하는 각종 센서 및 전자기기를 휴대할 수 있을 것이다.
- 원자력 전지

원자력 전지는 원자력을 이용하여 전력을 내는 전지를 말한다. 우주선이나 화성 탐사선, 인공심장의 보조 에너지원과 열원으로 사용된다. 일반 전지와는 달리 동위원소의 종류에 따라 수명이 다양하다. 
현재 우리나라는 한국원자력연구원에서 국내 처음으로 방사성 동위원소를 이용한 초기 수준의 베타전지 연구 결과를 발표햇으며 2017년 한국원자력연구원과 한국전자통신연구원 등은 50년 이상 자체 전력 생산이 가능한 베타전지 시제품을 제작하였다. 
육군 비전 2050의 관점에서 바라보았을 때, 현재 용량에서 한계를 갖는 배터리를 대체하여 몇 십년 이상 에너지원에서부터 떨어진 곳에서 작전을 수행하게 될 경우에도 원자력 전지를 활용하여 자체적으로 전력 생산이 가능할 것으로 보인다.
- 연료전지

연료전지란 연료가 가진 화학에너지를 전기화학반응을 통해 직접 전기에너지로 바꾸는 에너지 변환 장치로서, 배터리와는 달리 연료가 공급되는 한 재충전 없이 계속해서 전기를 생산할 수 있고, 반응 중 발생된 열은 온수생산에 이용되어 보일러 및 난방으로 가능하다. 주로 수소를 연료로 사용한다. 전지에 비해 상대적으로 안정적이며 연료와 산화제로 여러 가지를 이용할 수 있다는 장점이 있다. 
육군비전 2050의 관점으로 바라볼 때, 화력발전 방식에 비해 훨씬 적은 토지 면적을 필요로 하며 도심지역 및 건물 내에 설치하는 것이 가능하여 전력공급에 큰 도움이 될 것으로 보인다.

## 육군비전 2050의 도입으로 변화할 육군 양상

### 다양한 관점과 영역에서 임무 수행이 가능해질 적응형 육군
첫째, 전략적 측면에서 미래 육군은 적극적, 공세적인 군사 전략을 기반으로 할 것이다. 2050년 인구 감소로 인해 미래 육군은 기존 인력에 비해 상당히 전문화된 인력, 즉 전문 인력 위주의 정예군으로 축소될 것이며, 이는 미래 육군의 약점 극복을 위한 초석이 될 것이고 최소의 억제력과 전장의 주도권장악을 위해 능력에 기초한 적극적이고 공세적 전략을 기반으로 할 것이다.
둘째, 작전적 측면에서 미래 육군은 기존의 선형전투를 탈피하여 적의 중심 및 핵심능력을 타격하는 마비 작전을 수행하게 될 것이다. 제 2차 세계대전을 거치며 고착된 지역 점령과 섬멸전 중심의 지상군 전술은 미래 작전 환경 하에서는 더 이상 적합하지 않으며 뛰어난 과학기술을 기반으로 하는 마비전, 효과중심전이 미래전의 주 양상이 될 것이므로 이에 맞춰 육군 또한 선형전투를 탈피한 마비전을 수행하게 될 것이다.
셋째, 전술적 측면에서는 지상·해상·공중·우주의 물리적 공간과 사이버 공간을 통합한 다영역 동시통합 모자이크 전투를 수행하게 될 것이다. 급감하는 인력을 대신하여 인공지능과 로봇은 초지능·초연결의 미래 작전 환경 하에서 핵심적인 전투 수단이 될 것이며, 미래 사회의 메가시티 확산에 따라 도시·지하작전의 소요가 급증할 것에 대비하여 도시지역 작전 수행 역량이 강화될 것이다.
넷째, 국가적 측면에서 육군은 미래 사회의 각종 비국가적 위협과 재해 재난 등으로부터 국민을 어떻게 보호할 것인가에 대한 방안이 마련될 것이다. 이를 위해 군사작전 뿐 아니라 재해 재난 등의 비군사적 위협에 대응하는 데도 매우 효과적인 안정화 작전에 대한 수행 역량이 강화되어야 할 것이며, 육군 비전 2050을 기반으로 미래의 육군은 다영역을 활용하여 공세적으로 적의 취약점으로 기동하여 타격하는 개념으로 작전을 수행하는 방향으로 변화할 것이다.

### 전문화되고 유연한 슬림형 구조
첫째, 미래의 인구 절벽에 따른 병역 자원 부족, 신개념 무기체계 운용을 위한 전문 인력 소요의 증가 등으로 인해 미래 육군 구조는 전문 인력 중심의 슬림형 구조로 전환될 것이다.
둘째, 군사적 충돌과 같은 전통적 위협 뿐 아니라 테러, 분란전, 재해 재난 등의 비전통적 위협 등 다양한 유형의 위협에 대응하기 위해서 상황에 따라 자유자재로 부대의 형태를 변형하고 하부조직들이 용이하게 통합 및 분리될 수 있는 레고형의 유연한 구조로 변화할 것이다.
셋째, 미래 육군은 수직적인 계층 및 지휘 구조를 단순화시키고, 하부 조직에 결정권한을 대폭 위임하는 분권화 구조로 전환하며, 계획이나 절차의 집착에서 벗어나 현장 상황에 적합한 조치를 취할 수 있게 될 것이다.

### 새로운 가치를 창조하는 육군 경영
첫째, 현재 한반도와 국내에 머물러 있는 육군의 관심과 활동을 해외로 확장시켜 미래의 안보 취약 국가나 공동체의 안보를 지원하거나 분쟁 지역의 평화유지 활동을 강화함으로써 세계 평화와 국위 선양을 동시에 달성할 것이다.
둘째, 미래 첨단기술을 군에 접목하기 위해서는 군 내부의 노력만으로는 불가능하기 때문에 육군을 민군융합의 개방형 구조로 전환하여 민과 군의 노력을 통합해야 한다. 이는 결과적으로 첨단기술의 민간 확산에 기여하여 국가 경제발전의 동력으로 작용할 것이다.
셋째, 미래 육군의 새로운 가치를 실현하기 위해서는 이를 추진할 수 있는 다양한 분야의 인재 양성이 필수적이다. (인재 양성을 어떻게 하겠다는 것 인가를 포함해 주세요) 이를 위해 미래 육군은 개방형 인사제도를 도입하여 민간과 정부기관에서 다양한 경험과 전문 지식을 가진 인재들을 적극적으로 유치할 것이다.
넷째, 육군 구성원들의 자율성과 창의력이 최대한 발휘되고 자아 성취감이 고취될 수 있는 직무 환경과 조직 문화가 마련될 것이다. 미래의 조직성과는 조직 구성원들의 자발적 참여와 동기부여, 그리고 이들 간의 상호 연결이 작전 수행의 주가 될 것이기 때문이다.
다섯째, 첨단 과학기술을 활용하여 교육훈련, 병영시설, 군수, 의료 등 제 분야를 통합한 자원관리체계를 구축하여 조직 운영의 효율성이 높아질 것이다. 또한 전투준비태세의 효율성과 구성원들의 활동의 편의성을 극대화할 수 있도록 병영시설이 최적화될 것이다. 이러한 노력을 통해 미래 육군은 미래 사회를 선도하며 국가와 국민의 이익을 능동적으로 생산하는 새로운 가치를 창출하는 ‘창조적 집단’으로 거듭날 것이다.

## 같이 보기
전쟁
무인 항공기
무기
MUM-T
비살상무기
메가시티
C4I
네트워크 중심전

## 참고문헌
- <국방과 기술 제496호>, 2020년 6월, 한국방위산업진흥회
- <미래의 지배자들>, 최은수 저, 2018년 3월 23일, 비즈니스북스
- <세계미래보고서 2030~2050>, 박영숙, 제롬 글랜 저, 2020년 6월 5일, 교보문고
- <미래전, 국방개혁, 그리고 획득전략>, 김종하 저, 2008년 4월 10일, 북코리아
- <제어로봇 & 시스템학회지 v.18 no.1>, 윤병호, 김영국 저, 2012년
- <군집 드론 기술 동향 및 발전 추세>, 제어로봇시스템학회지, 김태균, 김승균 저, 2019년